# 云上太阳
《云上太阳》（英語：Close to the Sun），导演丑丑、宋学智，主演樊晓洋、菩翎男、龚璇、穆秀伟。

## 剧情
法国女画家“波琳”身患绝症，突然闯入世外桃源般的贵州省丹寨县，她晕倒在水田里，被那里热心而且淳朴的苗族孩子救回了家，为了给她治病，当地苗族把自己奉为神灵的“锦鸡”抓来给她治病，当她重病时，年轻苗族男子们抬着她送到自治州州立医院去治病，最终，她决定把自己的余生奉献给这里的青山绿水。

## 演出
- 菩翎男 出演 波琳，法国女画家。
- 樊晓洋 出演 苗族男子。
- 龚璇
- 穆秀伟

## 製作
丑丑是贵州省黔东南苗族侗族自治州人，侗族，毕业于北京电影学院，是中国大陆侗族历史上第一位“电影导演”。

## 上映
2012年4月27日，《云上太阳》在中国大陆上映。

## 奖项
| 年份 | 作品                         | 奖项           | 是否得奖 | 备注  |
| ---- | ---------------------------- | -------------- | -------- | ----- |
| 2012 | 第十七届美国塞多纳国际电影节 | 最佳外语片     | 獲獎     | [ 7 ] |
| 2012 | 第十七届美国塞多纳国际电影节 | 最佳电影摄影   | 獲獎     |       |
| 2012 | 第十七届美国塞多纳国际电影节 | 观众最喜爱影片 | 獲獎     |       |
| 2012 | 第十七届美国塞多纳国际电影节 | 最佳影片       | 提名     |       |

## 外部连接
- 豆瓣电影上《云上太阳》的資料 （简体中文）
- 时光网上《云上太阳》的資料（简体中文）